# Robert Bentley (Botaniker)

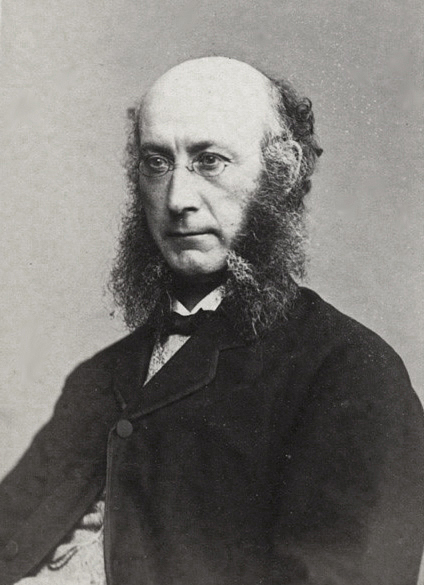
Robert Bentley

Robert Bentley (* 25. März 1821 in Hitchin, Hertfordshire; † 24. Dezember 1893 in Kensington, London) war ein britischer Arzt und Botaniker.

## Leben und Wirken
Bentley wurde 1821 in der Kleinstadt Hitchin nördlich von London geboren. In Tunbridge Wells ging Bently bei dem Drogisten William Maddock in die Lehre und er begann dort Botanik zu lernen. Als Assistent arbeitete er anschließend bei den pharmazeutischen Chemikern Bell in der Londoner Oxford Street. Er studierte Medizin am King’s College London und wurde 1847 Mitglied im Royal College of Surgeons of England, 1849 Mitglied der Londoner Linné-Gesellschaft. Im Londoner King’s College wurde er als Nachfolger von Anthony Todd Thomson (1778–1849) Botanikprofessor an der Pharmazieschule und 1853 als Nachfolger von Pereira Professor für Materia medica. Bentley verstarb an Heiligabend des Jahres 1893 im Alter von 72 Jahren.

## Werke
- A manual of botany: including the structure, classification, properties, uses, and functions of plants. J. & A. Churchill, London 1861 (Digitalisat), 2. Auflage 1870.(Digitalisat), 4. Auflage 1882 (Digitalisat), 5. Auflage 1887 (Digitalisat).
- Zusammen mit Frederic John Farre (1804–1886) und Robert Warington (1838–1907). Manual of materia medica & therapeutics : being an abridgment of the late Dr. Pereira’s Elements of materia medica arranged in conformity with the British pharmacopia, and adapted to the use of medical practitioners, chemists and druggists, medical and pharmaceutical students. Longmans und Green, London 1865 (Digitalisat).
- On the study of Botany in connection with Pharmacy. In: Pharmaceutical Journal and Transactions, 2. Serie, Band 8 (1866–67), Churchill, London 1867, S. 108–118: (Digitalisat).
- On the characters, properties, and uses of Eucalyptus Globulus and other species of Eucalyptus. Taylor and Francis, London 1874 (Digitalisat).
- Zusammen mit Henry Trimen. Medicinal plants. J. & A. Churchill, London 1880.
  - Band 1 (No 001-069) Ranunculaceae – Anacardiaceae (Digitalisat).
  - Band 2 (No 070-146) Leguminosae – Valeriaceae (Digitalisat).
  - Band 3 (No 147-227) Compositae – Thymelaceae (Digitalisat).
  - Band 4 (No 228-306) Artocarpaceae – Algae (Digitalisat). Index (Digitalisat).
- Physiological botany: an abridgement of The students’ guide to structural, morphological, and physiological botany. Appleton & Comp. New York 1886 (Digitalisat).
- A text-book of organic materia medica: comprising a description of the vegetable and animal drugs of the British Pharmacopoeia with other non-official medicines … Longmans und Green, London 1887 (Digitalisat).